# 그레고리 블라스토스
그레고리 블라스토스(Gregory Vlastos, 1907년 7월 27일 ~ 1991년 10월 12일)는 고대 철학의 저명한 학자이자 플라톤과 소크라테스에 관한 많은 작품의 저자였다. 그는 소크라테스와 플라톤의 견해를 다시 기술하고 평가하기 위해 현대 분석철학의 기법을 적용함으로써 고전철학의 분석을 변형시켰다.
그는 스코틀랜드인 어머니와 그리스인 아버지 사이에서 이스탄불에서 태어났다. 그곳에서 로버트 칼리지에서 학사 학위를 받은 후 하버드 대학교로 옮겨 1931년 박사 학위를 받았다. 캐나다 온타리오주 킹스턴에 있는 퀸스 대학교에서 몇 년 동안 가르친 후 1948년 코넬 대학교로 옮겼다. 1955년부터 1976년까지 프린스턴 대학교의 스튜어트 철학 교수, 1987년까지 버클리 캘리포니아 대학교의 밀스 철학 교수였다. 그는 1990년에 MacArthur Foundation Fellowship을 받았다. 그는 구겐하임 펠로우십을 두 번 받았고, 미국 예술 과학 아카데미의 펠로우, 영국 아카데미의 상응 펠로우, 그리고 미국 철학 학회의 회원이었다. 1988년에 그는 영국 아카데미의 마스터 마인드 강의를 했다. 그는 소크라테스 철학에 관한 새로운 에세이 편집을 끝내기 전에 1991년에 사망했다.

그는 전 세계 철학자들 사이에서 플라톤에 대한 관심의 르네상스를 가져온 것으로 평가된다. 테렌스 어윈(Terence Irwin), 리처드 크라우트(Richard Kraut), 폴 우드럽(Paul Woodruff), 알렉산더 네하마스 (Alexander Nehamas)를 비롯한 많은 학생들이 고대 철학의 중요한 학자가 되었다.